# Corte d'onore (architettura)

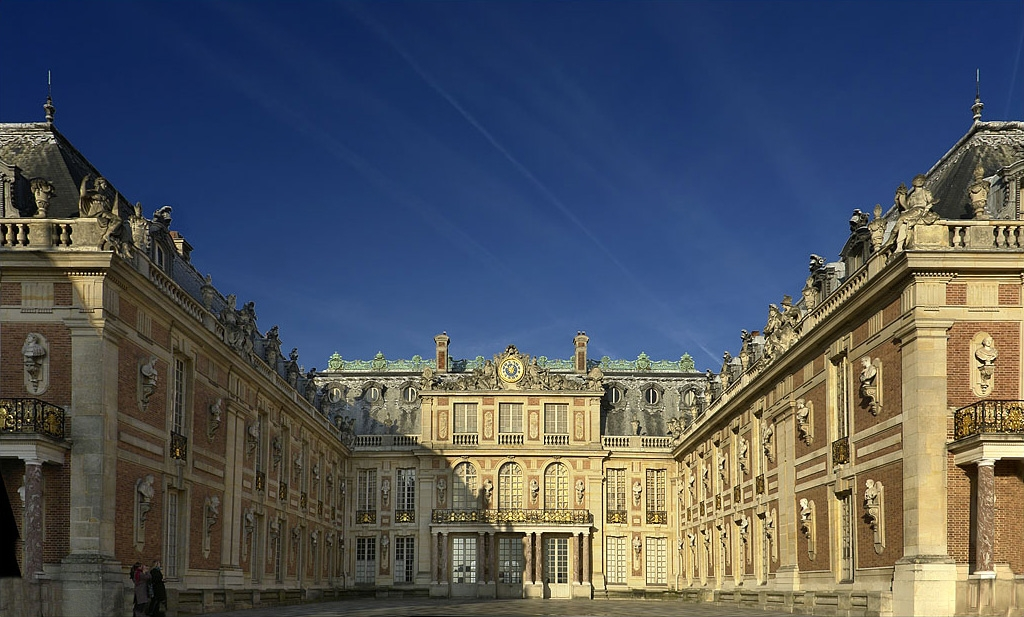
La Cour d'Honneur della Reggia di Versailles

La corte d'onore o cour d'honneur è lo spazio del castello o dell'hôtel barocco dove si smontava di carrozza.
Derivando dagli spazi medievali, in epoca barocca la cour d'honneur divenne l'elemento caratteristico di numerosi palazzi francesi, andando a definire l'area antistante al corpo di fabbrica principale.
Quest'ultimo, posto in posizione arretrata rispetto alla strada, era infatti preceduto da un ampio piazzale, delimitato dalle ali speculari degli edifici secondari e di servizio.
La corte d'onore svolgeva pertanto sia la funzione di spazio all'aperto di rappresentanza, che di corte di servizio, dando accesso a stalle e rimesse. 
La più famosa cour d'honneur al mondo è quella della reggia di Versailles, ma l'uso di questo spazio si diffuse anche altrove con splendidi esempi anche al di fuori della Francia come nel caso del Blenheim Palace nel Regno Unito.